# Tozin
Welliton de Moraes Coimbra dit Tozim est un footballeur brésilien né le 10 novembre 1984 à Gurupi. Il évolue au poste d'attaquant.

## Biographie
Tozim joue au Brésil, au Japon et en Arabie saoudite.
Il dispute 23 matchs en première division japonaise, inscrivant trois buts, et 13 matchs en première division saoudienne, pour cinq buts.
Il inscrit 13 buts en deuxième division brésilienne lors de la saison 2015 avec le club de Luverdense.